# Vladimir Morozov (canoë-kayak, 1940)
Pour les articles homonymes, voir Vladimir Morozov.
Vladimir Ivanovitch Morozov (en russe : Владимир Иванович Морозов ; en ukrainien : Володимир Іванович Морозов, Volodymyr Ivanovytch Morozov), né le 4 mars 1940 à Krasnovodsk et mort le 8 février 2023, est un kayakiste soviétique.

## Palmarès
- Jeux olympiques d'été
  - Jeux olympiques d'été de 1964 de Tokyo
    -  médaille d'or en K4 (1 000 m)

  - Jeux olympiques d'été de 1968 de Mexico
    -  médaille d'or en K2 (1 000 m)

  - Jeux olympiques d'été de 1972 de Munich
    -  médaille d'or en K4 (1 000 m)
- Championnats du monde
  -  médaille d'or en K4 (10 000 m) en 1966 à Berlin-Est
  -  médaille d'or en K4 (1 000 m) en 1970 à Copenhague
  -  médaille d'or en K4 (1 000 m) en 1971 à Belgrade
  -  médaille d'argent en K1 (4 × 500 m) en 1963 à Jajce
  -  médaille d'argent en K4 (1 000 m) en 1973 à Tampere
  -  médaille de bronze en K4 (1 000 m) en 1966 à Berlin-Est
- Championnats d'Europe 
  -  médaille d'or en K4 (10 000 m) en 1967 à Duisbourg
  -  médaille d'or en K2 (1 000 m) en 1969 à Moscou
  -  médaille d'argent en K4 (1 000 m) en 1967 à Duisbourg
  -  médaille de bronze en K4 (10 000 m) en 1965 à Bucarest